# 干…什么？！
《干...什么？！》（英語：Fuck）是2005年的一部关于“fuck”一词的美国纪录片。在这部电影里语言学家Reinhold Aman 、新闻分析师David Shaw和牛津英语词典编辑Jesse Sheidlower等学者解释了这个词的历史和演变。